# 최재희
최재희(1978년 4월 6일 ~ )은 대한민국의 가수이다.

## 학력
- 미국 크레스킬고등학교 졸업
- 미국 버클리 음악 대학 작곡, 현대음악제작학과 학사 졸업